# داميان بات
داميان بات (بالإنجليزية: Damian Batt)‏ هو لاعب كرة قدم بريطاني في مركز الدفاع، ولد في 16 سبتمبر 1984 في ولوين جاردن سيتي في المملكة المتحدة. لعب مع أكسفورد يونايتد وسانت ألبانز سيتي وستيفيناغ بوروه ونادي بارنت ونادي فيشر أثليتيك ونادي وكينغ ونورويتش سيتي.

## وصلات خارجية
- داميان بات على موقع Soccerbase.com (لاعب) (الإنجليزية)
- داميان بات على موقع Soccerway.com (الإنجليزية)